# Kuusijärvi (sjö i Finland, Lappland, lat 66,63, long 28,60)
Kuusijärvi är en sjö i Finland. Den ligger i kommunen Salla i landskapet Lappland, i den norra delen av landet, 700 km norr om huvudstaden Helsingfors. Kuusijärvi ligger 285,4 meter över havet. Arean är 47 hektar och strandlinjen är 4,95 kilometer lång. Sjön  ingår i Koundaälvens huvudavrinningsområde. 